# Dolophilodes cheni
Dolophilodes cheni är en nattsländeart som beskrevs av Li-Peng Hsu och Chin-Seng Chen 1996. Dolophilodes cheni ingår i släktet Dolophilodes och familjen stengömmenattsländor. Inga underarter finns listade i Catalogue of Life.